# Cantone di Sainte-Alvère
Il Cantone di Sainte-Alvère era una divisione amministrativa dell'arrondissement di Bergerac.
A seguito della riforma approvata con decreto del 21 febbraio 2014, che ha avuto attuazione dopo le elezioni dipartimentali del 2015, è stato soppresso.

## Composizione
Comprendeva i comuni di:
- Limeuil
- Paunat
- Pezuls
- Sainte-Alvère
- Sainte-Foy-de-Longas
- Saint-Laurent-des-Bâtons
- Trémolat